# Enoploctenus
Genre
Enoploctenus est un genre d'araignées aranéomorphes de la famille des Ctenidae.

## Distribution
Les espèces de ce genre se rencontrent en Amérique du Sud et aux Antilles.

## Liste des espèces
Selon World Spider Catalog (version 19.0, 20/05/2018) :
- Enoploctenus cyclothorax (Bertkau, 1880)
- Enoploctenus distinctus (Caporiacco, 1947)
- Enoploctenus inazensis (Strand, 1909)
- Enoploctenus luteovittatus (Simon, 1898)
- Enoploctenus maculipes Strand, 1909
- Enoploctenus morbidus Mello-Leitão, 1939
- Enoploctenus pedatissimus Strand, 1909
- Enoploctenus penicilliger (Simon, 1898)

## Publication originale
- Simon, 1897 : Histoire naturelle des araignées. Paris, vol. 2, p. 1-192 (texte intégral).